# L'incredibile storia dell'Isola delle Rose
La increíble historia de la isla de las Rosas es una película italiana lanzada por Netflix el 9 de diciembre de 2020. La película está basada en la historia real del ingeniero Giorgio Rosa, fundador de la República de la Isla de las Rosas, una efímera micronación anarquista establecida sobre una plataforma marina del Adriático.
Protagonizada por Elio Germano, Leonardo Lidi, Fabrizio Bentivoglio, Luca Zingaretti y François Cluzet, fue escrita y dirigida por Sydney Sibilia.

## Argumento
La película cuenta de manera idealizada la historia del ingeniero anarquista italiano Giorgio Rosa, quien a finales de los años 60 decide construir una plataforma de 400 metros cuadrados en el mar Adriático, donde establecer su propio país, libre de cualquier norma del gobierno.  Ayudado por su esposa Gabriella y sus amigos, logrará cumplir su sueño y así fundar la República de la isla de las Rosas. Rápidamente capta la atención de las autoridades italianas, quienes le ordenan al príncipe de los anarquistas someterse a las leyes del país.

## Reparto
- Elio Germano - Giorgio Rosa
- Leonardo Lidi - Maurizio Orlandini
- Fabrizio Bentivoglio - Franco Restivo
- Luca Zingaretti - Giovanni Leone
- François Cluzet - Jean Baptiste Toma
- Matilda De Angelis - Gabriella Chierici

## Recepción
El filme tuvo críticas generalmente positivas de los críticos. El sitio web Rotten Tomatoes le dio una puntuación del 78%, en un total de 9 críticas. Ian Freer, de Empire, calificó la película con 3 estrellas de 5 posibles, afirmando que "Una especie de Fitzcarraldo italiano, Rose Island argumenta persuasivamente que los soñadores pueden mover montañas. Ofrece pocas sorpresas, pero es difícil no dejarse conquistar por sus delicias a pequeña escala".